# Pierre Gonnord
Ne doit pas être confondu avec Pierre Gonord.
Pierre Gonnord, né le 28 juin 1963 à Cholet (Maine-et-Loire) et mort le 21 avril 2024 à Madrid, est un photographe portraitiste français, actif en France et en Espagne.

## Biographie
Après avoir travaillé dans le marketing et la communication, Pierre Gonnord se lance par hasard dans la photographie.
Il est notamment réputé pour ses portraits de personnages marginaux (Gitans, punks, immigrés, etc.), rencontrés dans la rue.
En 1988, il s'installe à Madrid et se fait représenter par la galeriste Juana de Aizpuru. Boursier-résident de la Villa Kujoyama à Kyoto en 2002-2003, il réalise des portraits de jeunes des banlieues, ainsi que de yakuzas, d'acteurs onnagatas ou de geishas.
Le style de ses portraits est influencé par les peintres italiens et les peintres baroques espagnols : Le Caravage, Bartolomé Esteban Murillo ou José de Ribera, ainsi que par Rembrandt.
Le 21 avril 2024, il décède d'un cancer à Madrid à l'âge de 60 ans,,,.

## Expositions
- 23 février - 4 mai 2005 : Maison européenne de la photographie, Paris[8].
- 25 octobre 2006 - 21 janvier 2007 : Realidades : fotografías de Pierre Gonnord, Musée des Beaux-Arts de Séville[9].
- 2008 : Rencontres de la photographie d'Arles[1].
- 15 décembre 2009 - 28 février 2010 : Pierre Gonnord : terre de personne, Sala Alcalá, Madrid[10].
- 26 mai - 11 juillet 2010 : Pierre Gonnord - Témoins, Centre photographique d'Île-de-France, Pontault-Combault[11].
- 2012 : 33e Quinzaine de la photographie, Cholet.
- 5 juin - 28 juillet 2012 : Territoires de Pierre Gonnord, galerie Juana de Aizpuru, Madrid[12].
- 15 mars - 25 avril 2015 : The Dream Goes Over the Time, galerie Hasted Kraeutler, New York[13].
- 27 avril - 30 octobre 2016 : De laboris, Museo Universidad de Navarra, Pampelune[14].
- 9 juillet - 2 octobre 2016 : Indarra, Espace Bellevue, Biarritz.
- 14 janvier - 30 avril 2017 : FRAC Auvergne, Clermont-Ferrand[15],[16],[17],[18].
- 16 juin - 10 septembre 2017 : Pierre Gonnord. Lumière d’âme, Festival Portrait(s) - Rendez-vous photographique, Vichy[19].

## Prix et distinctions
- 2007 : Prix culturel de la Communauté de Madrid, catégorie photographie.
- 2013 : chevalier des arts et des lettres[20].